# فریدریش اشترومیر
فریدریش اشترومیر (آلمانی: Friedrich Stromeyer؛ زاده ۲ اوت ۱۷۷۶ درگذشته ۱۸ اوت ۱۸۳۵) یک شیمی‌دان در زمینه شیمی‌ اهل آلمان بود. او عنصر کادمیم را کشف کرد.